# Amalia Sperandio
Amalia Sperandio (Corfù, 1854 – L'Aquila, 16 luglio 1948) è stata una fotografa italiana.

## Biografia
Amalia Sperandio nasce a Corfù nel 1854. Il padre originario di San Marco di Preturo sta scontando una pena di domiciliazione coatta per motivi politici che avrà il suo epilogo solo dopo l'Unità d'Italia quando la famiglia Sperandio si trasferisce a Napoli. Qui Amalia riceve una formazione letteraria e musicale, ma l'improvvisa morte del padre costringe Amalia e la sua anziana madre a ritornare nel paese di origine del padre e porta le due donne ad improvvisa indigenza che viene appena alleviata dall'affettuosa amicizia con la famiglia di due illustri patrioti (famiglia Leosini). 
La cultura di Amalia la aiuta a stringere contatti con le nobili famiglie aquilane per le quali si dedica ad attività di educatrice e dama di compagnia. 
Inoltre le sue abilità di fotografa le permettono la collaborazione con la Soprintendenza ai Monumenti per l'Abruzzo. A cavallo degli anni venti e trenta scheda oltre 1200 opere nei paesi e nelle chiese dell'aquilano. Si spegne all'età di 93 anni, il 16 luglio 1948.